# ストーマー装甲車
ストーマー装甲車はイギリスの企業であるアルヴィス plc社が開発した装甲車である。アルヴィス plc社は現在、BAE システムズ・ランド・アンド・アーマメンツの一部となっている。
ストーマーは、FV101 スコーピオン軽戦車、FV107 シミター、FV103 スパルタンなどのように、CVR（T）計画に基づいて開発された一連の車輛の一つであり、基本的により大きく、近代化された形式である。それまでのCVR（T）の車種が片側5個の転輪を装備していたのに対し、ストーマーの転輪は片側6個に増やされている。
当初は輸出向けに開発されたが、後にイギリス陸軍も自走地対空ミサイルのプラットフォームとして採用した。

## 装備
大部分の現用AFVのように、ストーマーは異なる戦場での任務を果たすために、いくつかの異なる形式で生産されている。BAE社が販売しているものは、25mm砲を装備する二人乗りの砲塔を搭載したものをはじめ、多種のコンビネーションからなる。
形式には、対空型（機関砲またはミサイルを搭載）、工兵車輛、回収車輌、救急車、地雷敷設車、81mmまたは120mm迫撃砲搭載車、指揮車輛、架橋車輌、補給車両などがある。追加装備には、防水キット、受動型暗視装置、空調システム、対NBCシステムが含まれる。

## 派生型

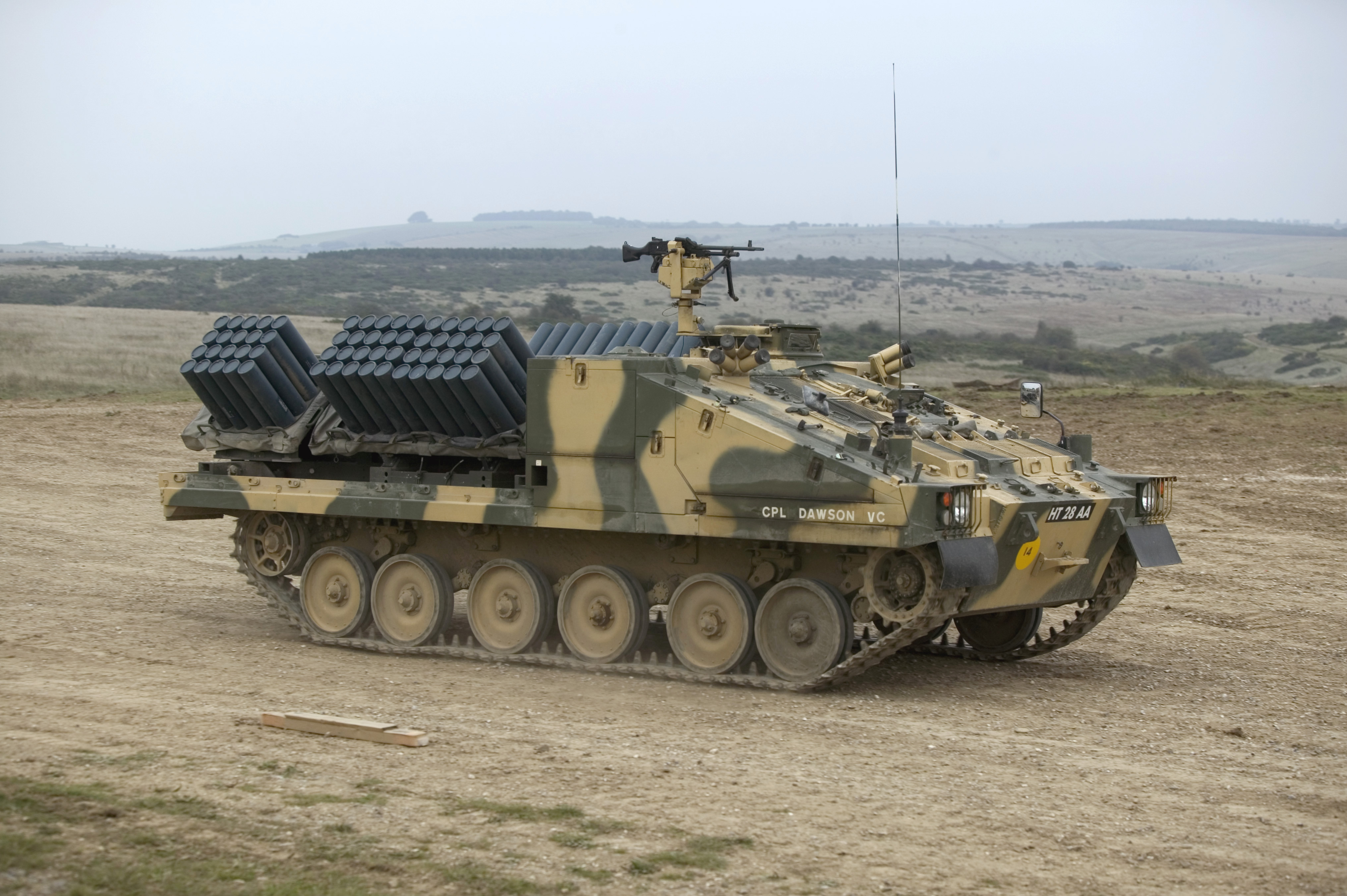
シールダー地雷敷設装置を搭載したストーマー

派生型は以下のようなものがある。
ストーマー HVM
イギリス陸軍はストーマーにスターストリークHVMを搭載して短距離の防空に用いている。2022年ロシアのウクライナ侵攻を受け6両がウクライナに供与された。
フラットベッド型ストーマー
シールダー地雷敷設装置を搭載するために、ストーマーの上部を平床に改修し、輸送車型としたもの。
ストーマー30
ストーマー装甲車の車体を装軌偵察車輛化して開発されたものである。これはストーマーに砲塔と30mmブッシュマスターII機関砲を備えた型式であった。また、オプションとしてBGM-71 TOW対戦車ミサイル発射機を砲塔側面に装備できた。この砲と砲塔は360度旋回でき、俯仰はマイナス45からプラス60度まで可能だった。
砲の発射速度は単発から200発毎分であり、180発の即用弾薬を持つ二種類の弾薬装填システムを選択できた。この車輛は試作段階に留まり、実戦配備されるかは不透明である。
この車輛は、イギリス空軍で用いられているC-130 ハーキュリーズ輸送機で空輸できる。また、NATOに属する同盟国や、世界中の他の国々で用いられているCH-53ヘリコプターでも同様に空輸できる。

## 使用国
- インドネシア - 40輌
- マレーシア - 25輌

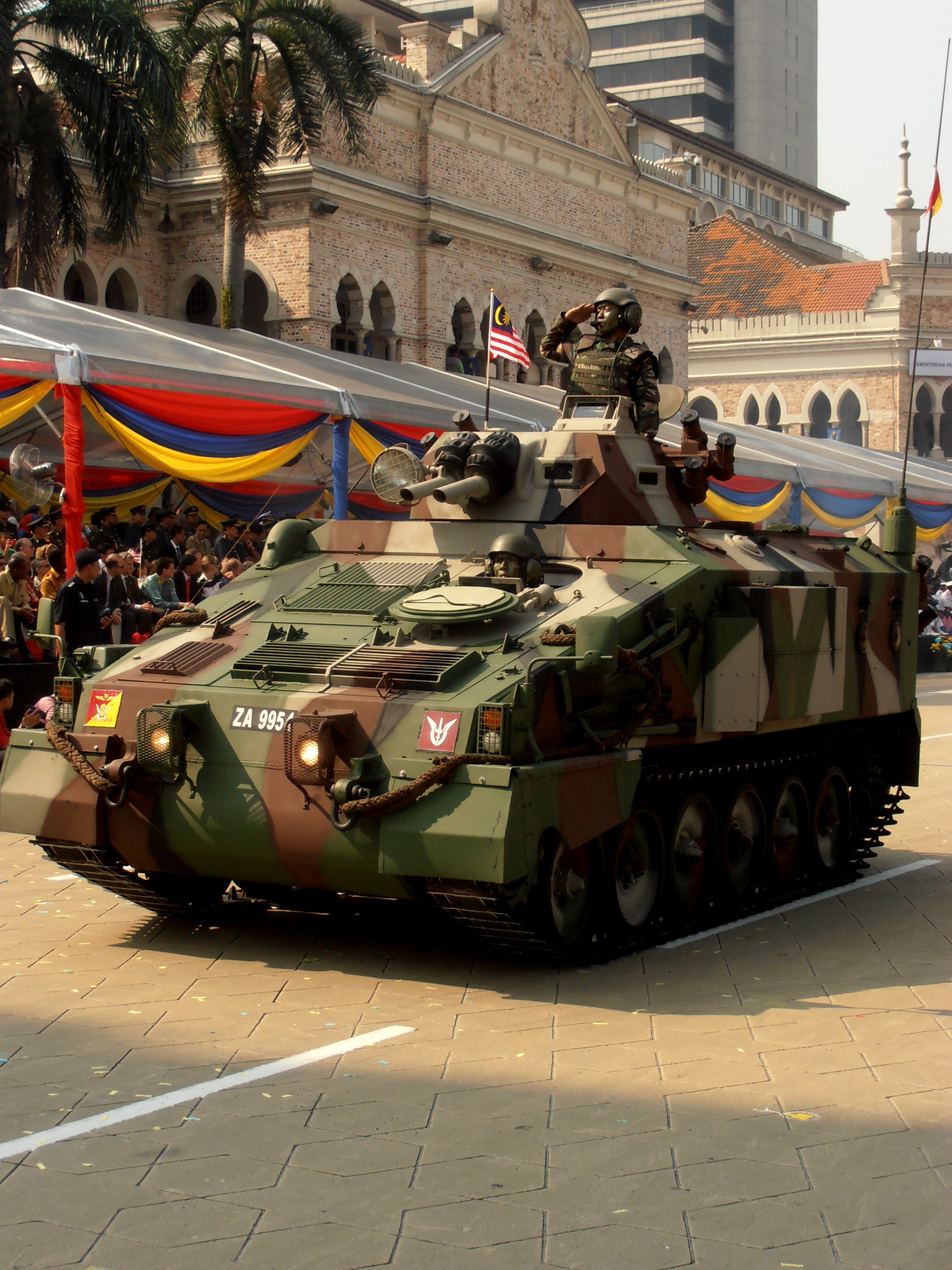
マレーシア陸軍のストーマー
7.62mm機銃2丁を備えた砲塔を持つ

- オマーン - 2023年時点で、オマーン陸軍が10両のストーマーを保有している[1] 。
- イギリス - 151輌
- ウクライナ- 2022年ロシアのウクライナ侵攻でイギリスによる兵器支援

## 登場作品

### ゲーム
『Project Reality（BF2）』
イギリス軍の対空車輌（AAV）として登場。
装備はクラクション、暗視装置、Starstreak近距離防空ミサイル、L34 スモークランチャー『WAR THUNDER』

『』HVMストーマー 対空自走砲 イギリス ランクVIIとして登場